# Liste des championnes de tennis vainqueurs en Grand Chelem en double

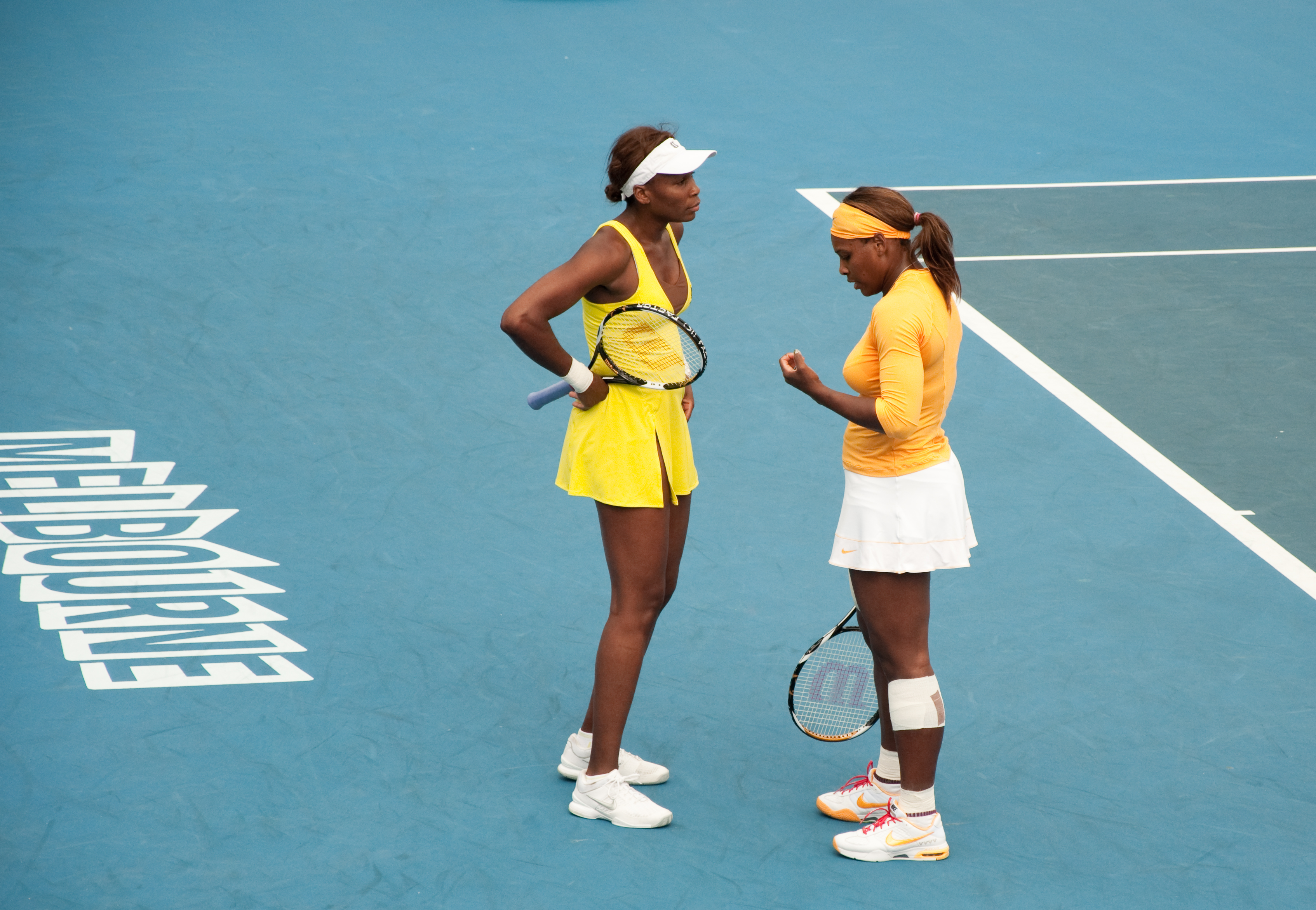
Venus et Serena Williams lors de l'open d'Australie 2010

Liste des championnes de tennis vainqueurs en Grand Chelem en double :

## Vainqueures par année
| Légende                                                                                                | Légende                | Légende                  |
| --- | ---------------------- | ------------------------ |
| Grand Chelem                                                                                           | 4 titres la même année | 4 titres la même année   |
| Petit Chelem                                                                                           | 3 titres à la suite    | 3 titres non consécutifs |
| Deux victoires la même année                                                                           | 2 titres à la suite    | 2 titres non consécutifs |
| On entend la réalisation de ces performances par équipe.                                               |                        |                          |
| (x/y) pour chaque joueuse désigne : x : le rang chronologique ; y : le nombre total de tournois gagnés |                        |                          |

| Année        | Open d'Australie                                         | Roland-Garros                                                | Wimbledon                                               | US Open                                               | Open d'Australie (en déc. de 1977 à 1985)       |
| ------------ | -------------------------------------------------------- | ------------------------------------------------------------ | ------------------------------------------------------- | ----------------------------------------------------- | ----------------------------------------------- |
| 1889         |                                                          |                                                              |                                                         | Margarette Ballard (1/1) Bertha Townsend (1/1)        |                                                 |
| 1890         | Ellen Roosevelt (1/1) Grace Roosevelt (1/1)              |                                                              |                                                         |                                                       |                                                 |
| 1891         | Mabel Cahill (1/2) Emma Leavitt-Morgan (1/1)             |                                                              |                                                         |                                                       |                                                 |
| 1892         | Mabel Cahill (2/2) Adeline McKinlay (1/1)                |                                                              |                                                         |                                                       |                                                 |
| 1893         | Harriet Butler (1/1) Aline Terry (1/1)                   |                                                              |                                                         |                                                       |                                                 |
| 1894         | Juliette Atkinson (1/7) Helen Hellwig (1/2)              |                                                              |                                                         |                                                       |                                                 |
| 1894         | Juliette Atkinson (2/7) Helen Hellwig (2/2)              |                                                              |                                                         |                                                       |                                                 |
| 1896         | Juliette Atkinson (3/7) Elisabeth Moore (1/2)            |                                                              |                                                         |                                                       |                                                 |
| 1897         | Juliette Atkinson (4/7) Kathleen Atkinson (1/2)          |                                                              |                                                         |                                                       |                                                 |
| 1898         | Juliette Atkinson (5/7) Kathleen Atkinson (2/2)          |                                                              |                                                         |                                                       |                                                 |
| 1899         | Jane Craven (1/1) Myrtle McAteer (1/2)                   |                                                              |                                                         |                                                       |                                                 |
| 1900         | Hallie Champlin (1/1) Edith Parker (1/1)                 |                                                              |                                                         |                                                       |                                                 |
| 1901         | Juliette Atkinson (6/7) Myrtle McAteer (2/2)             |                                                              |                                                         |                                                       |                                                 |
| 1902         | Juliette Atkinson (7/7) Marion Jones (1/1)               |                                                              |                                                         |                                                       |                                                 |
| 1903         | Elisabeth Moore (2/2) Carrie Neely (1/3)                 |                                                              |                                                         |                                                       |                                                 |
| 1904         | Miriam Hall (1/1) May Sutton (1/1)                       |                                                              |                                                         |                                                       |                                                 |
| 1905         | Helen Homans (1/1) Carrie Neely (2/3)                    |                                                              |                                                         |                                                       |                                                 |
| 1906         | Ethel Bliss-Platt (1/1) Ann Burdette Coe (1/1)           |                                                              |                                                         |                                                       |                                                 |
| 1907         | Carrie Neely (3/3) Marie Wimer (1/1)                     |                                                              |                                                         |                                                       |                                                 |
| 1908         | Margaret Curtis (1/1) Evelyn Sears (1/1)                 |                                                              |                                                         |                                                       |                                                 |
| 1909         | Hazel Hotchkiss Wightman (1/7) Edith Rotch (1/2)         |                                                              |                                                         |                                                       |                                                 |
| 1910         | Hazel Hotchkiss Wightman (2/7) Edith Rotch (2/2)         |                                                              |                                                         |                                                       |                                                 |
| 1911         | Hazel Hotchkiss Wightman (3/7) Eleonora Sears (1/4)      |                                                              |                                                         |                                                       |                                                 |
| 1912         | ↑ débute en 1913 ↑                                       | Dorothy Green (1/1) Mary Kendall Browne (1/6)                |                                                         |                                                       |                                                 |
| 1913         | Dora Boothby (1/1) Winifred McNair (1/1)                 | Mary Kendall Browne (2/6) Louise Riddell-Williams (1/3)      |                                                         |                                                       |                                                 |
| 1914         | Agatha Morton (1/1) Elizabeth Ryan (1/17)                | Mary Kendall Browne (3/6) Louise Riddell-Williams (2/3)      |                                                         |                                                       |                                                 |
| 1915         | pas de tournoi (Première Guerre mondiale)                | Hazel Hotchkiss Wightman (4/7) Eleonora Sears (2/4)          |                                                         |                                                       |                                                 |
| 1916         | pas de tournoi (Première Guerre mondiale)                | Molla Bjurstedt (1/2) Eleonora Sears (3/4)                   |                                                         |                                                       |                                                 |
| 1917         | pas de tournoi (Première Guerre mondiale)                | Molla Bjurstedt (2/2) Eleonora Sears (4/4)                   |                                                         |                                                       |                                                 |
| 1918         | pas de tournoi (Première Guerre mondiale)                | Eleanor Goss (1/4) Marion Zinderstein (1/4)                  |                                                         |                                                       |                                                 |
| 1919         | Suzanne Lenglen (1/8) Elizabeth Ryan (2/17)              | Eleanor Goss (2/4) Marion Zinderstein (2/4)                  |                                                         |                                                       |                                                 |
| 1920         | Suzanne Lenglen (2/8) Elizabeth Ryan (3/17)              | Eleanor Goss (3/4) Marion Zinderstein (3/4)                  |                                                         |                                                       |                                                 |
| 1921         | ↑ débute en 1922 ↑                                       | Suzanne Lenglen (3/8) Elizabeth Ryan (4/17)                  | Mary Kendall Browne (4/6) Louise Riddell-Williams (3/3) |                                                       |                                                 |
| 1922         | Esna Boyd (1/4) Marjorie Mountain (1/1)                  | Suzanne Lenglen (4/8) Elizabeth Ryan (5/17)                  | Helen Wills (1/9) Marion Zinderstein (4/4)              |                                                       |                                                 |
| 1923         | Esna Boyd (2/4) Sylvia Lance Harper (1/3)                | Suzanne Lenglen (5/8) Elizabeth Ryan (6/17)                  | Phyllis Howkins-Covell (1/1) Kitty McKane (1/2)         |                                                       |                                                 |
| 1924         | Daphne Akhurst (1/5) Sylvia Lance Harper (2/3)           | ↑ débute en 1925 ↑                                           | Hazel Hotchkiss Wightman (5/7) Helen Wills (2/9)        | Hazel Hotchkiss Wightman (6/7) Helen Wills (3/9)      |                                                 |
| 1925         | Daphne Akhurst (2/5) Sylvia Lance Harper (3/3)           | Suzanne Lenglen (6/8) Julie Vlasto (1/2)                     | Suzanne Lenglen (7/8) Elizabeth Ryan (7/17)             | Mary Kendall Browne (5/6) Helen Wills (4/9)           |                                                 |
| 1926         | Esna Boyd (3/4) Meryl O'Hara Wood (1/2)                  | Suzanne Lenglen (8/8) Julie Vlasto (2/2)                     | Mary Kendall Browne (6/6) Elizabeth Ryan (8/17)         | Eleanor Goss (4/4) Elizabeth Ryan (9/17)              |                                                 |
| 1927         | Louise Bickerton (1/3) Meryl O'Hara Wood (2/2)           | Irene Bowder (1/1) Bobbie Heine (1/1)                        | Elizabeth Ryan (10/17) Helen Wills (5/9)                | Kitty McKane (2/2) Ermyntrude Harvey (1/1)            |                                                 |
| 1928         | Daphne Akhurst (3/5) Esna Boyd (4/4)                     | Eileen Bennett (1/3) Phoebe Holcroft (1/4)                   | Phoebe Holcroft (2/4) Peggy Saunders (1/3)              | Hazel Hotchkiss Wightman (7/7) Helen Wills (6/9)      |                                                 |
| 1929         | Daphne Akhurst (4/5) Louise Bickerton (2/3)              | Lilí Álvarez (1/1) Cornelia Bouman (1/1)                     | Phoebe Holcroft (3/4) Peggy Saunders (2/3)              | Phoebe Holcroft (4/4) Peggy Saunders (3/3)            |                                                 |
| 1930         | Margaret Molesworth (1/3) Emily Hood Westacott (1/3)     | Elizabeth Ryan (11/17) Helen Wills (7/9)                     | Elizabeth Ryan (12/17) Helen Wills (8/9)                | Betty Nuthall (1/4) Sarah Palfrey (1/11)              |                                                 |
| 1931         | Daphne Akhurst (5/5) Louise Bickerton (3/3)              | Eileen Bennett (2/3) Betty Nuthall (2/4)                     | Phyllis Mudford (1/1) Dorothy Shepherd Barron (1/1)     | Eileen Bennett (3/3) Betty Nuthall (3/4)              |                                                 |
| 1932         | Coral Buttsworth (1/1) Marjorie Cox Crawford (1/1)       | Elizabeth Ryan (13/17) Helen Wills (9/9)                     | Doris Metaxa (1/1) Josane Sigart (1/1)                  | Helen Jacobs (1/3) Sarah Palfrey (2/11)               |                                                 |
| 1933         | Margaret Molesworth (2/3) Emily Hood Westacott (2/3)     | Simone Mathieu (1/9) Elizabeth Ryan (14/17)                  | Simone Mathieu (2/9) Elizabeth Ryan (15/17)             | Freda James (1/3) Betty Nuthall (4/4)                 |                                                 |
| 1934         | Margaret Molesworth (3/3) Emily Hood Westacott (3/3)     | Simone Mathieu (3/9) Elizabeth Ryan (16/17)                  | Simone Mathieu (4/9) Elizabeth Ryan (17/17)             | Helen Jacobs (2/3) Sarah Palfrey (3/11)               |                                                 |
| 1935         | Evelyn Dearman (1/1) Nancy Lyle (1/1)                    | Margaret Scriven (1/1) Kay Stammers (1/3)                    | Freda James (2/3) Kay Stammers (2/3)                    | Helen Jacobs (3/3) Sarah Palfrey (4/11)               |                                                 |
| 1936         | Thelma Coyne Long (1/12) Nancye Wynne Bolton (1/10)      | Simone Mathieu (5/9) Billie Yorke (1/4)                      | Freda James (3/3) Kay Stammers (3/3)                    | Carolin Babcock (1/1) Marjorie Gladman-Van Ryn (1/1)  |                                                 |
| 1937         | Thelma Coyne Long (2/12) Nancye Wynne Bolton (2/10)      | Simone Mathieu (6/9) Billie Yorke (2/4)                      | Simone Mathieu (7/9) Billie Yorke (3/4)                 | Alice Marble (1/6) Sarah Palfrey (5/11)               |                                                 |
| 1938         | Thelma Coyne Long (3/12) Nancye Wynne Bolton (3/10)      | Simone Mathieu (8/9) Billie Yorke (4/4)                      | Alice Marble (2/6) Sarah Palfrey (6/11)                 | Alice Marble (3/6) Sarah Palfrey (7/11)               |                                                 |
| 1939         | Thelma Coyne Long (4/12) Nancye Wynne Bolton (4/10)      | Jadwiga Jędrzejowska (1/1) Simone Mathieu (9/9)              | Alice Marble (4/6) Sarah Palfrey (8/11)                 | Alice Marble (5/6) Sarah Palfrey (9/11)               |                                                 |
| 1940         | Thelma Coyne Long (5/12) Nancye Wynne Bolton (5/10)      | pas de tournoi (Seconde Guerre mondiale)                     | pas de tournoi (Seconde Guerre mondiale)                | Alice Marble (6/6) Sarah Palfrey (10/11)              |                                                 |
| 1941         | pas de tournoi (Seconde Guerre mondiale)                 | pas de tournoi (Seconde Guerre mondiale)                     | pas de tournoi (Seconde Guerre mondiale)                | Margaret Osborne duPont (1/21) Sarah Palfrey (11/11)  |                                                 |
| 1942         | pas de tournoi (Seconde Guerre mondiale)                 | pas de tournoi (Seconde Guerre mondiale)                     | pas de tournoi (Seconde Guerre mondiale)                | Louise Brough (1/21) Margaret Osborne duPont (2/21)   |                                                 |
| 1943         | pas de tournoi (Seconde Guerre mondiale)                 | pas de tournoi (Seconde Guerre mondiale)                     | pas de tournoi (Seconde Guerre mondiale)                | Louise Brough (2/21) Margaret Osborne duPont (3/21)   |                                                 |
| 1944         | pas de tournoi (Seconde Guerre mondiale)                 | pas de tournoi (Seconde Guerre mondiale)                     | pas de tournoi (Seconde Guerre mondiale)                | Louise Brough (3/21) Margaret Osborne duPont (4/21)   |                                                 |
| 1945         | pas de tournoi (Seconde Guerre mondiale)                 | pas de tournoi (Seconde Guerre mondiale)                     | pas de tournoi (Seconde Guerre mondiale)                | Louise Brough (4/21) Margaret Osborne duPont (5/21)   |                                                 |
| 1946         | Mary Bevis Hawton (1/5) Joyce Fitch (1/1)                | Louise Brough (5/21) Margaret Osborne duPont (6/21)          | Louise Brough (6/21) Margaret Osborne duPont (7/21)     | Louise Brough (7/21) Margaret Osborne duPont (8/21)   |                                                 |
| 1947         | Thelma Coyne Long (6/12) Nancye Wynne Bolton (6/10)      | Louise Brough (8/21) Margaret Osborne duPont (9/21)          | Patricia Canning Todd (1/2) Doris Hart (1/14)           | Louise Brough (9/21) Margaret Osborne duPont (10/21)  |                                                 |
| 1948         | Thelma Coyne Long (7/12) Nancye Wynne Bolton (7/10)      | Patricia Canning Todd (2/2) Doris Hart (2/14)                | Louise Brough (10/21) Margaret Osborne duPont (11/21)   | Louise Brough (11/21) Margaret Osborne duPont (12/21) |                                                 |
| 1949         | Thelma Coyne Long (8/12) Nancye Wynne Bolton (8/10)      | Louise Brough (12/21) Margaret Osborne duPont (13/21)        | Louise Brough (13/21) Margaret Osborne duPont (14/21)   | Louise Brough (14/21) Margaret Osborne duPont (15/21) |                                                 |
| 1950         | Louise Brough (15/21) Doris Hart (3/14)                  | Shirley Fry (1/12) Doris Hart (4/14)                         | Louise Brough (16/21) Margaret Osborne duPont (16/21)   | Louise Brough (17/21) Margaret Osborne duPont (17/21) |                                                 |
| 1951         | Thelma Coyne Long (9/12) Nancye Wynne Bolton (9/10)      | Shirley Fry (2/12) Doris Hart (5/14)                         | Shirley Fry (3/12) Doris Hart (6/14)                    | Shirley Fry (4/12) Doris Hart (7/14)                  |                                                 |
| 1952         | Thelma Coyne Long (10/12) Nancye Wynne Bolton (10/10)    | Shirley Fry (5/12) Doris Hart (8/14)                         | Shirley Fry (6/12) Doris Hart (9/14)                    | Shirley Fry (7/12) Doris Hart (10/14)                 |                                                 |
| 1953         | Maureen Connolly (1/2) Julia Sampson (1/1)               | Shirley Fry (8/12) Doris Hart (11/14)                        | Shirley Fry (9/12) Doris Hart (12/14)                   | Shirley Fry (10/12) Doris Hart (13/14)                |                                                 |
| 1954         | Mary Bevis Hawton (2/5) Beryl Penrose (1/2)              | Maureen Connolly (2/2) Nell Hall Hopman (1/1)                | Louise Brough (18/21) Margaret Osborne duPont (18/21)   | Shirley Fry (11/12) Doris Hart (14/14)                |                                                 |
| 1955         | Mary Bevis Hawton (3/5) Beryl Penrose (2/2)              | Beverly Baker (1/1) Darlene Hard (1/13)                      | Angela Mortimer (1/1) Anne Shilcock (1/1)               | Louise Brough (19/21) Margaret Osborne duPont (19/21) |                                                 |
| 1956         | Mary Bevis Hawton (4/5) Thelma Coyne Long (11/12)        | Angela Buxton (1/2) Althea Gibson (1/5)                      | Angela Buxton (2/2) Althea Gibson (2/5)                 | Louise Brough (20/21) Margaret Osborne duPont (20/21) |                                                 |
| 1957         | Shirley Fry (12/12) Althea Gibson (3/5)                  | Shirley Bloomer (1/1) Darlene Hard (2/13)                    | Althea Gibson (4/5) Darlene Hard (3/13)                 | Louise Brough (21/21) Margaret Osborne duPont (21/21) |                                                 |
| 1958         | Mary Bevis Hawton (5/5) Thelma Coyne Long (12/12)        | Yola Ramírez (1/1) Rosa Reyes (1/1)                          | Maria Bueno (1/11) Althea Gibson (5/5)                  | Jeanne Arth (1/3) Darlene Hard (4/13)                 |                                                 |
| 1959         | Sandra Reynolds (1/4) Renee Schuurman (1/5)              | Sandra Reynolds (2/4) Renee Schuurman (2/5)                  | Jeanne Arth (2/3) Darlene Hard (5/13)                   | Jeanne Arth (3/3) Darlene Hard (6/13)                 |                                                 |
| 1960         | Maria Bueno (2/11) Christine Truman (1/1)                | Maria Bueno (3/11) Darlene Hard (7/13)                       | Maria Bueno (4/11) Darlene Hard (8/13)                  | Maria Bueno (5/11) Darlene Hard (9/13)                |                                                 |
| 1961         | Mary Carter Reitano (1/1) Margaret Smith Court (1/19)    | Sandra Reynolds (3/4) Renee Schuurman (3/5)                  | Karen Hantze (1/3) Billie Jean King (1/16)              | Darlene Hard (10/13) Lesley Turner (1/7)              |                                                 |
| 1962         | Robyn Ebbern (1/3) Margaret Smith Court (2/19)           | Sandra Reynolds (4/4) Renee Schuurman (4/5)                  | Karen Hantze (2/3) Billie Jean King (2/16)              | Maria Bueno (6/11) Darlene Hard (11/13)               |                                                 |
| 1963         | Robyn Ebbern (2/3) Margaret Smith Court (3/19)           | Ann Haydon-Jones (1/3) Renee Schuurman (5/5)                 | Maria Bueno (7/11) Darlene Hard (12/13)                 | Robyn Ebbern (3/3) Margaret Smith Court (4/19)        |                                                 |
| 1964         | Judy Tegart (1/8) Lesley Turner (2/7)                    | Margaret Smith Court (5/19) Lesley Turner (3/7)              | Margaret Smith Court (6/19) Lesley Turner (4/7)         | Billie Jean King (3/16) Karen Hantze (3/3)            |                                                 |
| 1965         | Margaret Smith Court (7/19) Lesley Turner (5/7)          | Margaret Smith Court (8/19) Lesley Turner (6/7)              | Maria Bueno (8/11) Billie Jean King (4/16)              | Carole Caldwell Graebner (1/2) Nancy Richey (1/4)     |                                                 |
| 1966         | Carole Caldwell Graebner (2/2) Nancy Richey (2/4)        | Margaret Smith Court (9/19) Judy Tegart (2/8)                | Maria Bueno (9/11) Nancy Richey (3/4)                   | Maria Bueno (10/11) Nancy Richey (4/4)                |                                                 |
| 1967         | Judy Tegart (3/8) Lesley Turner (7/7)                    | Françoise Dürr (1/7) Gail Sherriff (1/4)                     | Rosemary Casals (1/9) Billie Jean King (5/16)           | Rosemary Casals (2/9) Billie Jean King (6/16)         |                                                 |
| 1968         | Karen Krantzcke (1/1) Kerry Reid (1/2)                   |                                                              |                                                         |                                                       |                                                 |
| ↑ Ère Open ↑ |                                                          |                                                              |                                                         |                                                       |                                                 |
| 1968         |                                                          | Francoise Durr (2/7) Ann Haydon Jones (2/3)                  | Rosemary Casals (3/9) Billie Jean King (7/16)           | Maria Bueno (11/11) Margaret Smith Court (10/19)      |                                                 |
| 1969         | Margaret Smith Court (11/19) Judy Tegart (4/8)           | Francoise Durr (3/7) Ann Haydon Jones (3/3)                  | Margaret Smith Court (12/19) Judy Tegart (5/8)          | Francoise Durr (4/7) Darlene Hard (13/13)             |                                                 |
| 1970         | Margaret Smith Court (13/19) Judy Tegart (6/8)           | Françoise Durr (5/7) Gail Sherriff (2/4)                     | Rosemary Casals (4/9) Billie Jean King (8/16)           | Margaret Smith Court (14/19) Judy Tegart (7/8)        |                                                 |
| 1971         | Evonne Goolagong (1/6) Margaret Smith Court (15/19)      | Françoise Durr (6/7) Gail Sherriff (3/4)                     | Rosemary Casals (5/9) Billie Jean King (9/16)           | Rosemary Casals (6/9) Judy Tegart (8/8)               |                                                 |
| 1972         | Kerry Harris (1/1) Helen Gourlay (1/5)                   | Billie Jean King (10/16) Betty Stöve (1/6)                   | Billie Jean King (11/16) Betty Stöve (2/6)              | Francoise Durr (7/7) Betty Stöve (3/6)                |                                                 |
| 1973         | Margaret Smith Court (16/19) Virginia Wade (1/4)         | Margaret Smith Court (17/19) Virginia Wade (2/4)             | Rosemary Casals (7/9) Billie Jean King (12/16)          | Margaret Smith Court (18/19) Virginia Wade (3/4)      |                                                 |
| 1974         | Evonne Goolagong (2/6) Peggy Michel (1/3)                | Chris Evert (1/3) Olga Morozova (1/1)                        | Evonne Goolagong (3/6) Peggy Michel (2/3)               | Rosemary Casals (8/9) Billie Jean King (13/16)        |                                                 |
| 1975         | Evonne Goolagong (4/6) Peggy Michel (3/3)                | Chris Evert (2/3) Martina Navrátilová (1/31)                 | Ann Kiyomura (1/1) Kazuko Sawamatsu (1/1)               | Margaret Smith Court (19/19) Virginia Wade (4/4)      |                                                 |
| 1976         | Evonne Goolagong (5/6) Helen Gourlay (2/5)               | Fiorella Bonicelli (1/1) Gail Sherriff (4/4)                 | Chris Evert (3/3) Martina Navrátilová (2/31)            | Delina Boshoff (1/1) Ilana Kloss (1/1)                |                                                 |
| 1977         | Dianne Fromholtz (1/1) Helen Gourlay (3/5)               | Regina Maršíková (1/1) Pam Teeguarden (1/1)                  | Helen Gourlay (4/5) Joanne Russell (1/1)                | Martina Navrátilová (3/31) Betty Stöve (4/6)          | Evonne Goolagong (6/6) Helen Gourlay (5/5)      |
| 1978         | Tournoi en décembre Deux éditions en 1977 Aucune en 1986 | Mima Jaušovec (1/1) Virginia Ruzici (1/1)                    | Kerry Reid (2/2) Wendy Turnbull (1/4)                   | Billie Jean King (14/16) Martina Navrátilová (4/31)   | Betsy Nagelsen (1/2) Renáta Tomanová (1/1)      |
| 1979         | Tournoi en décembre Deux éditions en 1977 Aucune en 1986 | Betty Stöve (5/6) Wendy Turnbull (2/4)                       | Billie Jean King (15/16) Martina Navrátilová (5/31)     | Betty Stöve (6/6) Wendy Turnbull (3/4)                | Judy Connor-Chaloner (1/1) Diane Evers (1/1)    |
| 1980         | Tournoi en décembre Deux éditions en 1977 Aucune en 1986 | Kathy Jordan (1/5) Anne Smith (1/5)                          | Kathy Jordan (2/5) Anne Smith (2/5)                     | Billie Jean King (16/16) Martina Navrátilová (6/31)   | Betsy Nagelsen (2/2) Martina Navrátilová (7/31) |
| 1981         | Tournoi en décembre Deux éditions en 1977 Aucune en 1986 | Rosalyn Fairbank (1/2) Tanya Harford (1/1)                   | Martina Navrátilová (8/31) Pam Shriver (1/21)           | Kathy Jordan (3/5) Anne Smith (3/5)                   | Kathy Jordan (4/5) Anne Smith (4/5)             |
| 1982         | Tournoi en décembre Deux éditions en 1977 Aucune en 1986 | Martina Navrátilová (9/31) Anne Smith (5/5)                  | Martina Navrátilová (10/31) Pam Shriver (2/21)          | Rosemary Casals (9/9) Wendy Turnbull (4/4)            | Martina Navrátilová (11/31) Pam Shriver (3/21)  |
| 1983         | Tournoi en décembre Deux éditions en 1977 Aucune en 1986 | Rosalyn Fairbank (2/2) Candy Reynolds (1/1)                  | Martina Navrátilová (12/31) Pam Shriver (4/21)          | Martina Navrátilová (13/31) Pam Shriver (5/21)        | Martina Navrátilová (14/31) Pam Shriver (6/21)  |
| 1984         | Tournoi en décembre Deux éditions en 1977 Aucune en 1986 | Martina Navrátilová (15/31) Pam Shriver (7/21)               | Martina Navrátilová (16/31) Pam Shriver (8/21)          | Martina Navrátilová (17/31) Pam Shriver (9/21)        | Martina Navrátilová (18/31) Pam Shriver (10/21) |
| 1985         | Tournoi en décembre Deux éditions en 1977 Aucune en 1986 | Martina Navrátilová (19/31) Pam Shriver (11/21)              | Kathy Jordan (5/5) Elizabeth Smylie (1/1)               | Claudia Kohde-Kilsch (1/2) Helena Suková (1/9)        | Martina Navrátilová (20/31) Pam Shriver (12/21) |
| 1986         | Tournoi en décembre Deux éditions en 1977 Aucune en 1986 | Martina Navrátilová (21/31) Andrea Temesvári (1/1)           | Martina Navrátilová (22/31) Pam Shriver (13/21)         | Martina Navrátilová (23/31) Pam Shriver (14/21)       |                                                 |
| 1987         | Martina Navrátilová (24/31) Pam Shriver (15/21)          | Martina Navrátilová (25/31) Pam Shriver (16/21)              | Claudia Kohde-Kilsch (2/2) Helena Suková (2/9)          | Martina Navrátilová (26/31) Pam Shriver (17/21)       |                                                 |
| 1988         | Martina Navrátilová (27/31) Pam Shriver (18/21)          | Martina Navrátilová (28/31) Pam Shriver (19/21)              | Steffi Graf (1/1) Gabriela Sabatini (1/1)               | Gigi Fernández (1/17) Robin White (1/1)               |                                                 |
| 1989         | Martina Navrátilová (29/31) Pam Shriver (20/21)          | Larisa Savchenko (1/2) Natasha Zvereva (1/18)                | Jana Novotná (1/12) Helena Suková (3/9)                 | Hana Mandlíková (1/1) Martina Navrátilová (30/31)     |                                                 |
| 1990         | Jana Novotná (2/12) Helena Suková (4/9)                  | Jana Novotná (3/12) Helena Suková (5/9)                      | Jana Novotná (4/12) Helena Suková (6/9)                 | Gigi Fernández (2/17) Martina Navrátilová (31/31)     |                                                 |
| 1991         | Patty Fendick (1/1) Mary Joe Fernández (1/2)             | Gigi Fernández (3/17) Jana Novotná (5/12)                    | Larisa Savchenko (2/2) Natasha Zvereva (2/18)           | Pam Shriver (21/21) Natasha Zvereva (3/18)            |                                                 |
| 1992         | Arantxa Sánchez Vicario (1/6) Helena Suková (7/9)        | Gigi Fernández (4/17) Natasha Zvereva (4/18)                 | Gigi Fernández (5/17) Natasha Zvereva (5/18)            | Gigi Fernández (6/17) Natasha Zvereva (6/18)          |                                                 |
| 1993         | Gigi Fernández (7/17) Natasha Zvereva (7/18)             | Gigi Fernández (8/17) Natasha Zvereva (8/18)                 | Gigi Fernández (9/17) Natasha Zvereva (9/18)            | Helena Suková (8/9) Arantxa Sánchez Vicario (2/6)     |                                                 |
| 1994         | Gigi Fernández (10/17) Natasha Zvereva (10/18)           | Gigi Fernández (11/17) Natasha Zvereva (11/18)               | Gigi Fernández (12/17) Natasha Zvereva (12/18)          | Jana Novotná (6/12) Arantxa Sánchez Vicario (3/6)     |                                                 |
| 1995         | Jana Novotná (7/12) Arantxa Sánchez Vicario (4/6)        | Gigi Fernández (13/17) Natasha Zvereva (13/18)               | Jana Novotná (8/12) Arantxa Sánchez Vicario (5/6)       | Gigi Fernández (14/17) Natasha Zvereva (14/18)        |                                                 |
| 1996         | Chanda Rubin (1/1) Arantxa Sánchez Vicario (6/6)         | Lindsay Davenport (1/3) Mary Joe Fernández (2/2)             | Martina Hingis (1/13) Helena Suková (9/9)               | Gigi Fernández (15/17) Natasha Zvereva (15/18)        |                                                 |
| 1997         | Martina Hingis (2/13) Natasha Zvereva (16/18)            | Gigi Fernández (16/17) Natasha Zvereva (17/18)               | Gigi Fernández (17/17) Natasha Zvereva (18/18)          | Lindsay Davenport (2/3) Jana Novotná (9/12)           |                                                 |
| 1998         | Martina Hingis (3/13) Mirjana Lučić (1/1)                | Martina Hingis (4/13) Jana Novotná (10/12)                   | Martina Hingis (5/13) Jana Novotná (11/12)              | Martina Hingis (6/13) Jana Novotná (12/12)            |                                                 |
| 1999         | Martina Hingis (7/13) Anna Kournikova (1/2)              | Serena Williams (1/14) Venus Williams (1/14)                 | Lindsay Davenport (3/3) Corina Morariu (1/1)            | Serena Williams (2/14) Venus Williams (2/14)          |                                                 |
| 2000         | Lisa Raymond (1/6) Rennae Stubbs (1/4)                   | Martina Hingis (8/13) Mary Pierce (1/1)                      | Serena Williams (3/14) Venus Williams (3/14)            | Julie Halard (1/1) Ai Sugiyama (1/3)                  |                                                 |
| 2001         | Serena Williams (4/14) Venus Williams (4/14)             | Virginia Ruano Pascual (1/10) Paola Suárez (1/8)             | Lisa Raymond (2/6) Rennae Stubbs (2/4)                  | Lisa Raymond (3/6) Rennae Stubbs (3/4)                |                                                 |
| 2002         | Martina Hingis (9/13) Anna Kournikova (2/2)              | Virginia Ruano Pascual (2/10) Paola Suárez (2/8)             | Serena Williams (5/14) Venus Williams (5/14)            | Virginia Ruano Pascual (3/10) Paola Suárez (3/8)      |                                                 |
| 2003         | Serena Williams (6/14) Venus Williams (6/14)             | Kim Clijsters (1/2) Ai Sugiyama (2/3)                        | Kim Clijsters (2/2) Ai Sugiyama (3/3)                   | Virginia Ruano Pascual (4/10) Paola Suárez (4/8)      |                                                 |
| 2004         | Virginia Ruano Pascual (5/10) Paola Suárez (5/8)         | Virginia Ruano Pascual (6/10) Paola Suárez (6/8)             | Cara Black (1/5) Rennae Stubbs (4/4)                    | Virginia Ruano Pascual (7/10) Paola Suárez (7/8)      |                                                 |
| 2005         | Svetlana Kuznetsova (1/2) Alicia Molik (1/2)             | Virginia Ruano Pascual (8/10) Paola Suárez (8/8)             | Cara Black (2/5) Liezel Huber (1/5)                     | Lisa Raymond (4/6) Samantha Stosur (1/4)              |                                                 |
| 2006         | Yan Zi (1/2) Zheng Jie (1/2)                             | Lisa Raymond (5/6) Samantha Stosur (2/4)                     | Yan Zi (2/2) Zheng Jie (2/2)                            | Nathalie Dechy (1/2) Vera Zvonareva (1/3)             |                                                 |
| 2007         | Cara Black (3/5) Liezel Huber (2/5)                      | Alicia Molik (2/2) Mara Santangelo (1/1)                     | Cara Black (4/5) Liezel Huber (3/5)                     | Nathalie Dechy (2/2) Dinara Safina (1/1)              |                                                 |
| 2008         | Alona Bondarenko (1/1) Kateryna Bondarenko (1/1)         | Anabel Medina Garrigues (1/2) Virginia Ruano Pascual (9/10)  | Serena Williams (7/14) Venus Williams (7/14)            | Cara Black (5/5) Liezel Huber (4/5)                   |                                                 |
| 2009         | Serena Williams (8/14) Venus Williams (8/14)             | Anabel Medina Garrigues (2/2) Virginia Ruano Pascual (10/10) | Serena Williams (9/14) Venus Williams (9/14)            | Serena Williams (10/14) Venus Williams (10/14)        |                                                 |
| 2010         | Serena Williams (11/14) Venus Williams (11/14)           | Serena Williams (12/14) Venus Williams (12/14)               | Vania King (1/2) Yaroslava Shvedova (1/2)               | Vania King (2/2) Yaroslava Shvedova (2/2)             |                                                 |
| 2011         | Gisela Dulko (1/1) Flavia Pennetta (1/1)                 | Andrea Hlaváčková (1/2) Lucie Hradecká (1/2)                 | Květa Peschke (1/1) Katarina Srebotnik (1/1)            | Liezel Huber (5/5) Lisa Raymond (6/6)                 |                                                 |
| 2012         | Svetlana Kuznetsova (2/2) Vera Zvonareva (2/3)           | Sara Errani (1/6) Roberta Vinci (1/5)                        | Serena Williams (13/14) Venus Williams (13/14)          | Sara Errani (2/6) Roberta Vinci (2/5)                 |                                                 |
| 2013         | Sara Errani (3/6) Roberta Vinci (3/5)                    | Ekaterina Makarova (1/3) Elena Vesnina (1/3)                 | Hsieh Su-Wei (1/7) Peng Shuai (1/2)                     | Andrea Hlaváčková (2/2) Lucie Hradecká (2/2)          |                                                 |
| 2014         | Sara Errani (4/6) Roberta Vinci (4/5)                    | Hsieh Su-Wei (2/7) Peng Shuai (2/2)                          | Sara Errani (5/6) Roberta Vinci (5/5)                   | Ekaterina Makarova (2/3) Elena Vesnina (2/3)          |                                                 |
| 2015         | Bethanie Mattek-Sands (1/5) Lucie Šafářová (1/5)         | Bethanie Mattek-Sands (2/5) Lucie Šafářová (2/5)             | Martina Hingis (10/13) Sania Mirza (1/3)                | Martina Hingis (11/13) Sania Mirza (2/3)              |                                                 |
| 2016         | Martina Hingis (12/13) Sania Mirza (3/3)                 | Caroline Garcia (1/2) Kristina Mladenovic (1/6)              | Serena Williams (14/14) Venus Williams (14/14)          | Bethanie Mattek-Sands (3/5) Lucie Šafářová (3/5)      |                                                 |
| 2017         | Bethanie Mattek-Sands (4/5) Lucie Šafářová (4/5)         | Bethanie Mattek-Sands (5/5) Lucie Šafářová (5/5)             | Ekaterina Makarova (3/3) Elena Vesnina (3/3)            | Chan Yung-jan (1/1) Martina Hingis (13/13)            |                                                 |
| 2018         | Tímea Babos (1/4) Kristina Mladenovic (2/6)              | Barbora Krejčíková (1/7) Kateřina Siniaková (1/10)           | Barbora Krejčíková (2/7) Kateřina Siniaková (2/10)      | Ashleigh Barty (1/1) Coco Vandeweghe (1/1)            |                                                 |
| 2019         | Samantha Stosur (3/4) Zhang Shuai (1/2)                  | Tímea Babos (2/4) Kristina Mladenovic (3/6)                  | Hsieh Su-wei (3/7) Barbora Strýcová (1/2)               | Elise Mertens (1/5) Aryna Sabalenka (1/2)             |                                                 |
| 2020         | Tímea Babos (3/4) Kristina Mladenovic (4/6)              | Tímea Babos (4/4) Kristina Mladenovic (5/6)                  | Tournoi annulé                                          | Laura Siegemund (1/1) Vera Zvonareva (3/3)            |                                                 |
| 2021         | Elise Mertens (2/5) Aryna Sabalenka (2/2)                | Barbora Krejčíková (3/7) Kateřina Siniaková (3/10)           | Hsieh Su-wei (4/7) Elise Mertens (3/5)                  | Samantha Stosur (4/4) Zhang Shuai (2/2)               |                                                 |
| 2022         | Barbora Krejčíková (4/7) Kateřina Siniaková (4/10)       | Caroline Garcia (2/2) Kristina Mladenovic (6/6)              | Barbora Krejčíková (5/7) Kateřina Siniaková (5/10)      | Barbora Krejčíková (6/7) Kateřina Siniaková (6/10)    |                                                 |
| 2023         | Barbora Krejčíková (7/7) Kateřina Siniaková (7/10)       | Hsieh Su-wei (5/7) Wang Xinyu (1/1)                          | Hsieh Su-wei (6/7) Barbora Strýcová (2/2)               | Gabriela Dabrowski (1/1) Erin Routliffe (1/1)         |                                                 |
| 2024         | Hsieh Su-wei (7/7) Elise Mertens (4/5)                   | Coco Gauff (1/1) Kateřina Siniaková (8/10)                   | Kateřina Siniaková (9/10) Taylor Townsend (1/2)         | Lyudmyla Kichenok (1/1) Jelena Ostapenko (1/1)        |                                                 |
| 2025         | Kateřina Siniaková (10/10) Taylor Townsend (2/2)         | Sara Errani (6/6) Jasmine Paolini (1/1)                      | Veronika Kudermetova (1/1) Elise Mertens (5/5)          |                                                       |                                                 |

## Statistiques

### Nombre de titres
Joueuses les plus titrées (au moins 5 titres).
Mis à jour après Wimbledon 2025
| Joueur                  | Titres | Titres        | Premier     | Dernier     | Répartition par Grand Chelem | Répartition par Grand Chelem | Répartition par Grand Chelem | Répartition par Grand Chelem |
| Joueur                  | Total  | dont Ère Open | Premier     | Dernier     | O.A.                         | R-G.                         | WIM                          | U.S.O.                       |
| ----------------------- | ------ | ------------- | ----------- | ----------- | ---------------------------- | ---------------------------- | ---------------------------- | ---------------------------- |
| / Martina Navrátilová   | 31     | 31            | 1975 R.G.   | 1990 U.S.O. | 8                            | 7                            | 7                            | 9                            |
| Margaret Osborne duPont | 21     | 0             | 1941 U.S.O. | 1957 U.S.O. | 0                            | 3                            | 5                            | 13                           |
| Louise Brough           | 21     | 0             | 1942 U.S.O. | 1957 U.S.O. | 1                            | 3                            | 5                            | 12                           |
| Pam Shriver             | 21     | 21            | 1981 WIM    | 1991 U.S.O. | 7                            | 4                            | 5                            | 5                            |
| Margaret Smith Court    | 19     | 10            | 1961 O.A.   | 1975 U.S.O. | 8                            | 4                            | 2                            | 5                            |
| / Natasha Zvereva       | 18     | 18            | 1989 R-G.   | 1997 WIM    | 3                            | 6                            | 5                            | 4                            |
| Elizabeth Ryan          | 17     | 0             | 1914 WIM    | 1934 WIM    | 0                            | 4                            | 12                           | 1                            |
| Gigi Fernández          | 17     | 17            | 1988 U.S.O. | 1997 WIM    | 2                            | 6                            | 4                            | 5                            |
| Billie Jean King        | 16     | 10            | 1961 WIM    | 1980 U.S.O. | 0                            | 1                            | 10                           | 5                            |
| Doris Hart              | 14     | 0             | 1947 WIM    | 1954 U.S.O. | 1                            | 5                            | 4                            | 4                            |
| Serena Williams         | 14     | 14            | 1999 R-G.   | 2016 WIM    | 4                            | 2                            | 6                            | 2                            |
| Venus Williams          | 14     | 14            | 1999 R-G.   | 2016 WIM    | 4                            | 2                            | 6                            | 2                            |
| Darlene Hard            | 13     | 1             | 1955 R-G.   | 1969 U.S.O. | 0                            | 3                            | 4                            | 6                            |
| Martina Hingis          | 13     | 13            | 1996 WIM    | 2017 U.S.O. | 5                            | 2                            | 3                            | 3                            |
| Shirley Fry             | 12     | 0             | 1950 R-G.   | 1957 O.A.   | 1                            | 4                            | 3                            | 4                            |
| Thelma Coyne            | 12     | 0             | 1936 O.A.   | 1958 O.A.   | 12                           | 0                            | 0                            | 0                            |
| Jana Novotná            | 12     | 12            | 1989 WIM    | 1998 U.S.O. | 2                            | 3                            | 4                            | 3                            |
| Sarah Palfrey           | 11     | 0             | 1930 U.S.O. | 1941 U.S.O. | 0                            | 0                            | 2                            | 9                            |
| Maria Bueno             | 11     | 1             | 1958 WIM    | 1968 U.S.O. | 1                            | 1                            | 5                            | 4                            |
| Nancye Wynne            | 10     | 0             | 1936 O.A.   | 1952 O.A.   | 10                           | 0                            | 0                            | 0                            |
| Virginia Ruano Pascual  | 10     | 10            | 2001 R.G.   | 2009 R.G.   | 1                            | 6                            | 0                            | 3                            |
| Kateřina Siniaková      | 10     | 10            | 2018 R.G.   | 2025 O.A.   | 3                            | 3                            | 3                            | 1                            |
| Helen Wills             | 9      | 0             | 1922 U.S.O. | 1932 R.G.   | 0                            | 2                            | 3                            | 4                            |
| Simonne Mathieu         | 9      | 0             | 1933 R.G.   | 1939 R.G.   | 0                            | 6                            | 3                            | 0                            |
| Rosemary Casals         | 9      | 7             | 1967 WIM    | 1982 U.S.O. | 0                            | 0                            | 5                            | 4                            |
| Helena Suková           | 9      | 9             | 1985 U.S.O. | 1996 WIM    | 2                            | 1                            | 4                            | 2                            |
| Suzanne Lenglen         | 8      | 0             | 1919 WIM    | 1926 R.G.   | 0                            | 2                            | 6                            | 0                            |
| Judy Tegart             | 8      | 5             | 1964 O.A.   | 1971 U.S.O. | 4                            | 1                            | 1                            | 2                            |
| Paola Suárez            | 8      | 8             | 2001 R.G.   | 2005 R.G.   | 1                            | 4                            | 0                            | 3                            |
| Juliette Atkinson       | 7      | 0             | 1894 U.S.O. | 1902 U.S.O. | 0                            | 0                            | 0                            | 7                            |
| Hazel Hotchkiss         | 7      | 0             | 1909 U.S.O. | 1928 U.S.O. | 0                            | 0                            | 1                            | 6                            |
| Lesley Turner           | 7      | 0             | 1961 U.S.O. | 1967 O.A.   | 3                            | 2                            | 1                            | 1                            |
| Françoise Dürr          | 7      | 6             | 1967 R.G.   | 1972 U.S.O. | 0                            | 5                            | 0                            | 2                            |
| Barbora Krejčíková      | 7      | 7             | 2018 R.G.   | 2023 O.A.   | 2                            | 2                            | 2                            | 1                            |
| Hsieh Su-wei            | 7      | 7             | 2013 WIM    | 2024 O.A.   | 1                            | 2                            | 4                            | 0                            |
| Mary Browne             | 6      | 0             | 1912 U.S.O. | 1926 WIM    | 0                            | 0                            | 1                            | 5                            |
| Alice Marble            | 6      | 0             | 1937 U.S.O. | 1940 U.S.O. | 0                            | 0                            | 2                            | 4                            |
| Evonne Goolagong        | 6      | 6             | 1971 O.A.   | 1977 U.S.O. | 5                            | 0                            | 1                            | 0                            |
| Betty Stöve             | 6      | 6             | 1972 R.G.   | 1979 U.S.O. | 0                            | 2                            | 1                            | 3                            |
| Arantxa Sánchez         | 6      | 6             | 1992 O.A.   | 1996 O.A.   | 3                            | 0                            | 1                            | 2                            |
| Lisa Raymond            | 6      | 6             | 2000 O.A.   | 2011 U.S.O. | 1                            | 1                            | 1                            | 3                            |
| Kristina Mladenovic     | 6      | 6             | 2016 R.G.   | 2022 R.G.   | 2                            | 4                            | 0                            | 0                            |
| Sara Errani             | 6      | 6             | 2012 R.G.   | 2025 R.G.   | 2                            | 2                            | 1                            | 1                            |
| Daphne Akhurst          | 5      | 0             | 1924 O.A.   | 1931 O.A.   | 5                            | 0                            | 0                            | 0                            |
| Mary Bevis              | 5      | 0             | 1946 O.A.   | 1958 O.A.   | 5                            | 0                            | 0                            | 0                            |
| Althea Gibson           | 5      | 0             | 1956 R.G.   | 1958 WIM    | 1                            | 1                            | 3                            | 0                            |
| Renée Schuurman         | 5      | 0             | 1959 O.A.   | 1963 R.G.   | 1                            | 4                            | 0                            | 0                            |
| Helen Gourlay           | 5      | 5             | 1972 O.A.   | 1977 O.A.   | 4                            | 0                            | 1                            | 0                            |
| Anne Smith              | 5      | 5             | 1980 R.G.   | 1982 R.G.   | 1                            | 2                            | 1                            | 1                            |
| Kathy Jordan            | 5      | 5             | 1980 R.G.   | 1985 WIM    | 1                            | 1                            | 2                            | 1                            |
| Cara Black              | 5      | 5             | 2004 WIM    | 2008 U.S.O. | 1                            | 0                            | 3                            | 1                            |
| / Liezel Huber          | 5      | 5             | 2005 WIM    | 2011 U.S.O. | 1                            | 0                            | 2                            | 2                            |
| Roberta Vinci           | 5      | 5             | 2012 R.G.   | 2014 WIM    | 2                            | 1                            | 1                            | 1                            |
| Bethanie Mattek-Sands   | 5      | 5             | 2015 O.A.   | 2017 R.G.   | 2                            | 2                            | 0                            | 1                            |
| Lucie Šafářová          | 5      | 5             | 2015 O.A.   | 2017 R.G.   | 2                            | 2                            | 0                            | 1                            |
| Elise Mertens           | 5      | 5             | 2019 U.S.O. | 2025 WIM    | 2                            | 0                            | 2                            | 1                            |

### Records de l'ère Open

#### Grand Chelem calendaire
| Joueuse             | Année | Année |
| ------------------- | ----- | ----- |
| Martina Navrátilová | 1988  |       |
| Pam Shriver         | 1988  |       |
| Martina Hingis      | 1998  |       |

NB: la 1re et seule joueuse à remporter le Grand Chelem calendaire avant l'Ère Open est  Maria Bueno en 1960 avec 2 partenaires différentes.

#### Grand Chelem non-calendaire
4 titres (ou plus) à la suite.
| Joueuse             | Années                 | Années |
| ------------------- | ---------------------- | ------ |
| Martina Navrátilová | 1986 R.G. - 1987 R.G.  |        |
| Pam Shriver         | 1986 WIM - 1987 R.G.   |        |
| Gigi Fernández      | 1992 R.G. - 1993 WIM   |        |
| Natasha Zvereva     | 1992 R.G. - 1993 WIM   |        |
| Natasha Zvereva     | 1996 U.S.O. - 1997 WIM |        |
| Serena Williams     | 2009 WIM - 2010 R.G.   |        |
| Venus Williams      | 2009 WIM - 2010 R.G.   |        |

NB: la 1re et seule joueuse à remporter le Grand Chelem non-calendaire avant l'Ère Open est  Louise Brough en 1949-1950 avec 2 partenaires différentes.

#### Grand Chelem en carrière
Hors GC calendaire et non-calendaire.
| Joueuse              | Année       | Année |
| -------------------- | ----------- | ----- |
| Margaret Smith Court | 1968 - 1973 |       |
| Kathy Jordan         | 1980 - 1981 |       |
| Anne Smith           | 1980 - 1981 |       |
| Helena Suková        | 1985 - 1990 |       |
| Jana Novotná         | 1989 - 1994 |       |
| Lisa Raymond         | 2000 - 2006 |       |
| Sara Errani          | 2012 - 2014 |       |
| Roberta Vinci        | 2012 - 2014 |       |
| Barbora Krejčíková   | 2018 - 2022 |       |
| Kateřina Siniaková   | 2018 - 2022 |       |

### Nombre de titres par pays depuis l'ère Open
Mis à jour après Wimbledon 2025
| États-Unis : 110                                                                        |
| Tchécoslovaquie/Tchéquie : 40                                                           |
| Australie : 38                                                                          |
| France, Russie : 17                                                                     |
| Espagne : 16                                                                            |
| Biélorussie : 14                                                                        |
| Suisse : 13                                                                             |
| Argentine : 10                                                                          |
| Italie, Taipei chinois : 8                                                              |
| Belgique, Chine : 7                                                                     |
| Royaume-Uni, Pays-Bas, Afrique du Sud : 6                                               |
| Hongrie, Zimbabwe : 5                                                                   |
| Allemagne, Japon : 4                                                                    |
| Inde : 3                                                                                |
| Kazakhstan, Nouvelle-Zélande, Ukraine : 2                                               |
| Brésil, Canada, Croatie, Lettonie, Roumanie, Slovénie, Russie, Uruguay, Yougoslavie : 1 |

### Articles similaires
- Liste des championnes de tennis vainqueurs en Grand Chelem en simple
- Liste des champions de tennis vainqueurs en Grand Chelem en double mixte
- Liste des champions de tennis vainqueurs en Grand Chelem en simple
- Liste des champions de tennis vainqueurs en Grand Chelem en double